# 중국고추
중국고추(中國－, 학명: Capsicum chinense 캅시쿰 키넨세[*])는 가지과의 여러해살이 식물로, 고추의 일종이다.

## 분포
남아메리카에 분포한다. 브라질이 원산지이다.

## 재배종
- 스코치보닛고추
- 아바네로고추
- 캐롤라이나 리퍼
- 트리니다드 스코피언 부치 티

## 같이 보기
- 고추(C. annuum)
- 나무고추(C. frutescens)
- 베리고추(C. baccatum)
- 털고추(C. pubescens)